# Henrik Hanses
Henrik Hanses (* 22. Juli 1986 in Münster) ist ein deutscher Fernseh- und Hörfunkmoderator.

## Leben
Nach dem Abitur 2006 absolvierte Henrik Hanses sein Volontariat bei Antenne Münster, wo er insgesamt von 2007 bis 2016 als Moderator, Reporter und Redakteur arbeitete. An der Westfälischen Wilhelms-Universität in seiner Heimatstadt Münster studierte er Germanistik und Sportwissenschaften auf Lehramt. Hanses hospitierte in der Redaktion der Fernsehsendung Markus Lanz bei der Fernsehmacher GmbH & Co.KG in Hamburg. Von 2014 bis 2018 arbeitete Henrik Hanses als Moderator und Reporter bei YOU FM vom Hessischen Rundfunk in Frankfurt.
Bereits seit 2016 ist er auch als Moderator OnAir/OffAir bei NDR 2 aktiv. Dort übernimmt er zumeist Sendungen am Abend und an den Wochenenden. Zusätzlich zu seinen Einsätzen im Radio moderiert er seit 2019 zusammen mit Gabi Lüeße das Schleswig-Holstein Magazin im NDR Fernsehen.
In den Saisons 2018/2019 und 2019/2020 war Hanses ebenfalls als Stadionsprecher von Hannover 96 im Einsatz.
In seiner Jugend spielte er viele Jahre im Verein Fußball. Im Studium entdeckte er das Schwimmen für sich und startete 2018 dann das erste Mal bei einem Sprint-Triathlon.

## Fernsehauftritte
Bei der RTL-Sendung Wer wird Millionär? gewann der damals 27-jährige Henrik Hanses im Jahr 2013 64.000 €.